# Amstrad FD-1
Amstrad FD-1 je disketová jednotka vyráběná společností Amstrad. Používá diskety o velikosti 3". Jedná se pouze o disketovou jednotku bez disketového řadiče, takže je možné ji připojit pouze k zařízením disketový řadič již obsahující. Je ji tak možné připojit jako druhou disketovou jednotku k počítačům Amstrad CPC 664, Amstrad CPC 6128 a Sinclair ZX Spectrum +3.

## Charakteristika disketové jednotky

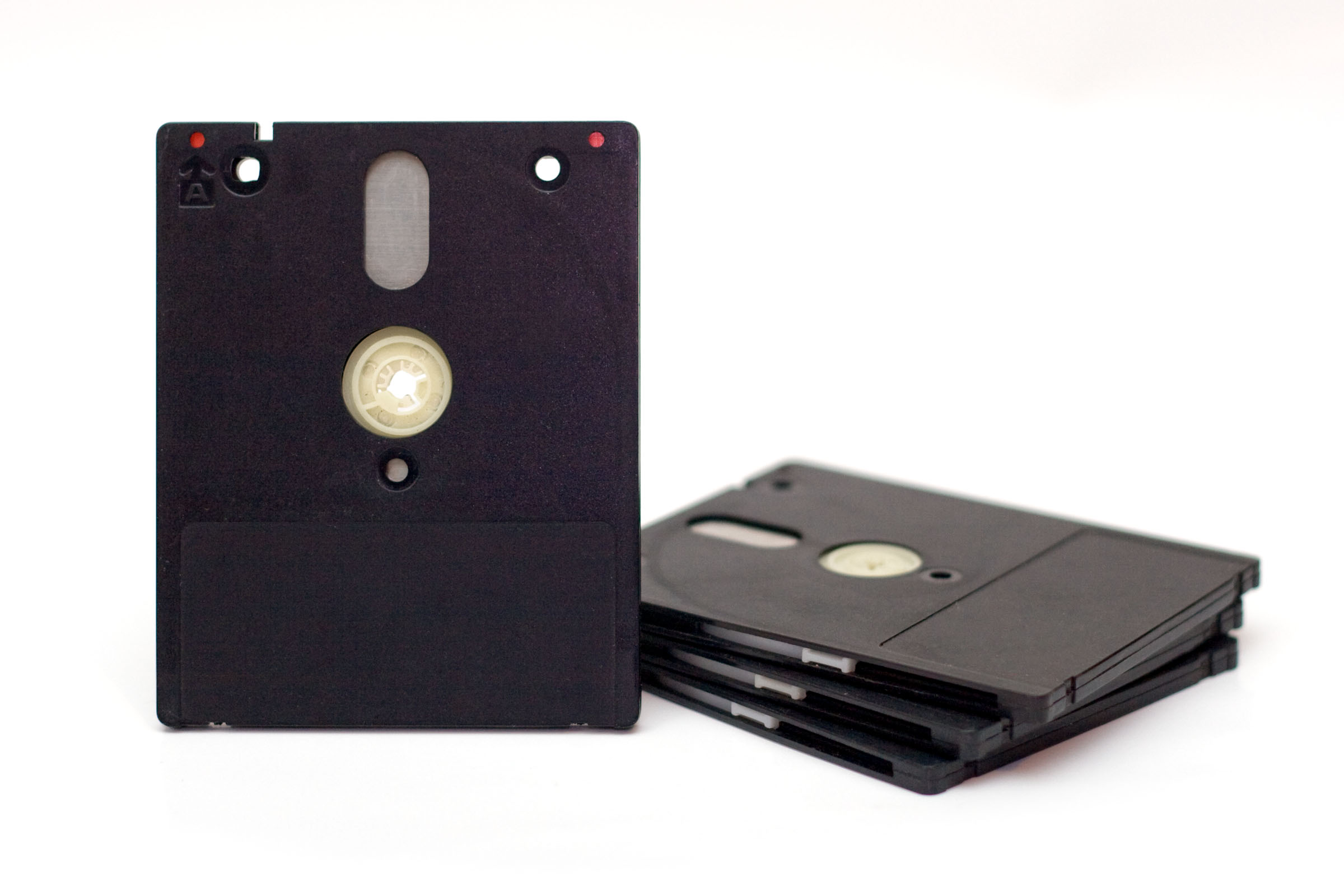
3" diskety

Disketová jednotka umožňuje čtení zápis disket o velikosti 3". Použitá disketová mechanika má pouze jednu hlavu, takže diskety je nutno otáčet (mají stranu A a stranu B).

## Připojení k jiným počítačům
K počítači Amstrad CPC 464 je možné disketovou jednotku připojit prostřednictvím disketového řadiče Amstrad DDI-1. Je také možné ji připojit jako třetí disketovou mechaniku k disketové jednotce Vortex Floppy Disk Station. K počítači Sinclair ZX Spectrum +2A disketovou jednotku FD-1 také přímo připojit nelze. Pro připojení k tomuto počítači byl přislíben interface Amstrad SI-1.
Pro archivaci dat z 3" disket na dostupnější média je možné disketovou mechaniku z disketové jednotky FD-1 připojit k počítači PC.

## Amstrad SI-1
V manuálu k počítači Sinclair ZX Spectrum +2A je zmíněno, že je k němu možné připojit disketovou jednotku FD-1 prostřednictvím interface Amstrad SI-1, jakmile bude tento k dispozici. Pomocí tohoto interface mělo být možné připojit k ZX Spectru +2A nanejvýše dvě disketové jednotky FD-1. Tento interface ale nikdy nebyl vyráběn.